# Friedrich Meyer (Maler)
Friedrich „Fritz“ Meyer (* 1816 in Berlin; † nach 1842) war ein deutscher Historien- und Porträtmaler sowie Radierer.

## Leben
Friedrich Meyer studierte von 1834 bis 1838 Malerei an der Kunstakademie Düsseldorf. Dort war er ab 1835 Schüler von Karl Ferdinand Sohn. Er trat durch ein Gemälde mit dem Titel Barmherzige Schwester am Krankenbett in Erscheinung sowie durch Radierungen mehrerer Bildnisse Düsseldorfer Künstler. In seinen Wanderjahren weilte er 1842 im Freundeskreis von Edmund Wodick in Paris, der ihn dort porträtierte. Über seine weitere Karriere ist wenig bekannt. Er soll in Emden und später in New York als Maler und Radierer tätig gewesen sein.